# Ордынский, Владимир Дмитриевич
Влади́мир Дми́триевич Орды́нский (укр. Володимир Дмитрович Ординський; 22 апреля 1985) — украинский футболист, полузащитник.

## Футбольная биография
Воспитанник белоцерковского футбола (первые тренеры — Поздняков, Маслов), играл в местных «Роси» и «Арсенале», а также ряде любительских команд Киевщины. Обладатель многих трофеев этого региона, многократный лучший бомбардир турниров Киевской области. С «Арсеналом» прошёл путь из любителей во вторую лигу. 29 июля 2007 года Ордынский стал автором первого гола в истории «Арсенала» в чемпионатах Украины, в том матче на выезде были обыграны «Карпаты-2» 1:0.
В 2010 году украинский специалист Анатолий Писковец, возглавлявший тбилисский клуб «Гагра», пригласил Ордынского в Грузию. С этой командой Владимир завоевал Кубок Грузии, занял первое место в первой лиге, дебютировал в высшем дивизионе страны (всего 9 матчей 1 гол), а также сыграл в квалификационных матчах Лиги Европы против «Анортосиса» (0:3, 0:2). После ухода из грузинского клуба Анатолия Писковца в Польшу, Владимир вернулся домой. 2012 год провёл в белоцерковском «Арсенале», на этот раз уже в первой лиге. Зимой 2013 года сыграл на Мемориале Макарова в составе любительской «Путровки».
Перед началом сезона 2013/14 Олег Федорчук, работавший в белоцерковском «Арсенале» на должности тренера-консультанта, возглавил МФК «Николаев» и пригласил в команду Владимира Ордынского.
В конце года вернулся в Белую Церковь, где выиграл первенство города с командой «Гранит» (Шкаровка).
В конце февраля 2016 года стал игроком черногорского клуба «Дечич».

## Достижения
«Гагра»
- Обладатель Кубка Грузии (1): 2010/11